# ليئور راز
ليئور راز (بالعبرية: ליאור רז‏) هو كاتب سيناريو وممثل إسرائيلي، ولد في 24 نوفمبر 1971 في إسرائيل.

## أعمال

### أفلام
- (2018) العملية الأخيرة[5]

### مسلسلات
- فوضى

## وصلات خارجية
- ليئور راز على موقع IMDb (الإنجليزية)
- ليئور راز على موقع ألو سيني (الفرنسية)
- ليئور راز على موقع قاعدة بيانات الفيلم (الإنجليزية)